# Motala
Motala è una città della Svezia, capoluogo del comune omonimo, nella contea di Östergötland. Ha una popolazione di 29 798 abitanti.